# Histoire d'O 3
Histoire d'O 3 (The Story of O: Untold Pleasures) è un film del 2002, diretto dal regista Phil Leirness, terzo episodio della serie di Histoire d'O. Seppure la pellicola si ponga come sequel, è in realtà un remake del soggetto tratto dal romanzo Histoire d'O di Pauline Réage.

## Trama
"O" è una giovane e brava fotografa combattuta fra la realtà delle necessità economiche e i sogni della propria realizzazione artistica, verso i quali la spinge il suo fidanzato Rene. Accetta così un lavoro misterioso: realizzare un libro fotografico moderno come desidera Sir Stephen, un ricco uomo d'affari presentatole da Rene.